# Coma etílico
Un coma etílico o coma alcohólico es un estado comatoso provocado por una sobredosis de alcohol. Aunque factores como el metabolismo del sujeto, su tolerancia, la cantidad consumida en un tiempo determinado, la mezcla de bebidas, la edad, condicionan la resistencia del individuo ante el alcohol, el coma suele sobrevenir cuando la concentración del mismo en sangre supera los 5 g/l.
El coma etílico comporta una depresión (insuficiencia) respiratoria que puede llevar a la muerte, ya que anula la respuesta defensiva del organismo.
En su tratamiento se utiliza la vitamina B1, y la B6, administradas ambas por vía intramuscular, y se controla la glucemia (por el riesgo de hipoglucemias) y la posibilidad de la broncoaspiración del vómito.